# Coca-Cola 600
Coca-Cola 600 är ett stockcarlopp ingående i Nascar Cup Series som körs över 400 varv (600 miles 965,606 km) på den 1,5 mile långa ovalbanan Charlotte Motor Speedway utanför Charlotte, North Carolina under Memorial Day-helgen, samma dag som Indianapolis 500 och Monacos Grand Prix med undantag för 2020 då Monacos GP ställdes in och Indy 500 flyttades till hösten på grund av Coronapandemin.
Det är den längsta racingtävlingen i världen, där bara en förare kör bilen. Loppet är 600 miles (970 km) långt och har körts årligen sedan 1960. Det är ett av två lopp under säsongen som körs på Charlotte Motor Speedway, det andra är Bank of America Roval 400.

## Historia
Tävlingen startade som World 600 1960. När Charlotte Motor Speedway fick belysning 1992 ändrade man till ett lopp som avslutas under natthimlen. Loppet börjar i regel 17.30 ET och tar mer än 4 timmar att köra. Det speciella med loppet är att banans temperatur sjunker snabbt under loppet, vilket gör att olika bilar kan vara snabba i början och i slutet av racet. Den mest framgångsrike föraren i loppets historia är Darrell Waltrip med fem segrar sammanlagt, och det mest segerrika stallet är Hendrick Motorsports med elva segrar.

## Tidigare namn
- World 600 (1960–1984)
- Coca-Cola World 600 (1985)
- Coca-Cola Racing Family 600 (2002)
- Coca-Cola 600 (1986–2001, 2003–)

## Vinnare genom tiderna
| Säsong | Datum      | Nr | Förare           | Team                         | Konstruktör | Distans | Distans         | Tid     | Snitthastighet (mph) | Rapport |
| Säsong | Datum      | Nr | Förare           | Team                         | Konstruktör | Laps    | Miles (km)      | Tid     | Snitthastighet (mph) | Rapport |
| ------ | ---------- | -- | ---------------- | ---------------------------- | ----------- | ------- | --------------- | ------- | -------------------- | ------- |
| 1960   | 19 junia   | 89 | Joe Lee Johnson  | Paul McDuffie                | Chevrolet   | 400     | 600 (965,606)   | 5:34:06 | 107,735              | Rapport |
| 1961   | 28 maj     | 3  | David Pearson    | John Masoni                  | Pontiac     | 400     | 600 (965,606)   | 5:22:29 | 111,633              | Rapport |
| 1962   | 27 maj     | 29 | Nelson Stacy     | Holman-Moody                 | Ford        | 400     | 600 (965,606)   | 4:46:44 | 125,552              | Rapport |
| 1963   | 2 junib    | 28 | Fred Lorenzen    | Holman-Moody                 | Ford        | 400     | 600 (965,606)   | 4:31:52 | 132,417              | Rapport |
| 1964   | 24 maj     | 41 | Jim Paschal      | Petty Enterprises            | Plymouth    | 400     | 600 (965,606)   | 4:46:14 | 125,772              | Rapport |
| 1965   | 23 maj     | 28 | Fred Lorenzen    | Holman-Moody                 | Ford        | 400     | 600 (965,606)   | 4:55:38 | 121,722              | Rapport |
| 1966   | 22 maj     | 42 | Marvin Panch     | Petty Enterprises            | Plymouth    | 400     | 600 (965,606)   | 4:26:35 | 135,042              | Rapport |
| 1967   | 28 maj     | 14 | Jim Paschal      | Frieden Enterprises          | Plymouth    | 400     | 600 (965,606)   | 4:25:02 | 135,832              | Rapport |
| 1968   | 26 maj     | 3  | Buddy Baker      | Ray Fox                      | Dodge       | 255c    | 382,5 (615,574) | 3:04:14 | 104,207              | Rapport |
| 1969   | 25 maj     | 98 | LeeRoy Yarbrough | Junior Johnson & Associates  | Mercury     | 400     | 600 (965,606)   | 4:27:56 | 134,361              | Rapport |
| 1970   | 24 maj     | 27 | Donnie Allison   | Banjo Matthews               | Ford        | 400     | 600 (965,606)   | 4:37:36 | 129,680              | Rapport |
| 1971   | 30 maj     | 12 | Bobby Allison    | Holman-Moody                 | Mercury     | 400     | 600 (965,606)   | 4:16:20 | 140,422              | Rapport |
| 1972   | 28 maj     | 11 | Buddy Baker      | Petty Enterprises            | Dodge       | 400     | 600 (965,606)   | 4:13:04 | 142,255              | Rapport |
| 1973   | 27 maj     | 71 | Buddy Baker      | Nord Krauskopf               | Dodge       | 400     | 600 (965,606)   | 4:26:53 | 134,890              | Rapport |
| 1974   | 26 maj     | 21 | David Pearson    | Wood Brothers Racing         | Mercury     | 360d    | 540 (869,045)   | 3:58:21 | 135,720              | Rapport |
| 1975   | 25 maj     | 43 | Richard Petty    | Petty Enterprises            | Dodge       | 400     | 600 (965,606)   | 4:07:42 | 145,327              | Rapport |
| 1976   | 30 maj     | 21 | David Pearson    | Wood Brothers Racing         | Mercury     | 400     | 600 (965,606)   | 4:22:06 | 137,352              | Rapport |
| 1977   | 29 maj     | 43 | Richard Petty    | Petty Enterprises            | Dodge       | 400     | 600 (965,606)   | 4:21:29 | 137,676              | Rapport |
| 1978   | 28 maj     | 88 | Darrell Waltrip  | DiGard Motorsports           | Chevrolet   | 400     | 600 (965,606)   | 4:20:12 | 138,355              | Rapport |
| 1979   | 27 maj     | 88 | Darrell Waltrip  | DiGard Motorsports           | Chevrolet   | 400     | 600 (965,606)   | 4:23:24 | 136,674              | Rapport |
| 1980   | 25 maj     | 27 | Benny Parsons    | M, C, Anderson Racing        | Chevrolet   | 400     | 600 (965,606)   | 5:01:51 | 119,265              | Rapport |
| 1981   | 24 maj     | 28 | Bobby Allison    | Ranier-Lundy                 | Buick       | 400     | 600 (965,606)   | 4:38:22 | 129,326              | Rapport |
| 1982   | 30 maj     | 21 | Neil Bonnett     | Wood Brothers Racing         | Ford        | 400     | 600 (965,606)   | 4:36:48 | 130,058              | Rapport |
| 1983   | 29 maj     | 75 | Neil Bonnett     | RahMoc Enterprises           | Chevrolet   | 400     | 600 (965,606)   | 4:15:51 | 140,707              | Rapport |
| 1984   | 27 maj     | 22 | Bobby Allison    | DiGard Motorsports           | Buick       | 400     | 600 (965,606)   | 4:38:34 | 129,233              | Rapport |
| 1985   | 26 maj     | 11 | Darrell Waltrip  | Junior Johnson & Associates  | Chevrolet   | 400     | 600 (965,606)   | 4:13:52 | 141,807              | Rapport |
| 1986   | 25 maj     | 3  | Dale Earnhardt   | Richard Childress Racing     | Chevrolet   | 400     | 600 (965,606)   | 4:16:24 | 140,406              | Rapport |
| 1987   | 24 maj     | 21 | Kyle Petty       | Wood Brothers Racing         | Ford        | 400     | 600 (965,606)   | 4:33:48 | 131,483              | Rapport |
| 1988   | 29 maj     | 17 | Darrell Waltrip  | Hendrick Motorsports         | Chevrolet   | 400     | 600 (965,606)   | 4:49:15 | 124,460              | Rapport |
| 1989   | 28 maj     | 17 | Darrell Waltrip  | Hendrick Motorsports         | Chevrolet   | 400     | 600 (965,606)   | 4:09:52 | 144,077              | Rapport |
| 1990   | 27 maj     | 27 | Rusty Wallace    | Blue Max Racing              | Pontiac     | 400     | 600 (965,606)   | 4:21:32 | 137,650              | Rapport |
| 1991   | 26 maj     | 28 | Davey Allison    | Robert Yates Racing          | Ford        | 400     | 600 (965,606)   | 4:19:05 | 138,951              | Rapport |
| 1992   | 24 maj     | 3  | Dale Earnhardt   | Richard Childress Racing     | Chevrolet   | 400     | 600 (965,606)   | 4:30:43 | 132,980              | Rapport |
| 1993   | 30 maj     | 3  | Dale Earnhardt   | Richard Childress Racing     | Chevrolet   | 400     | 600 (965,606)   | 4:07:25 | 145,504              | Rapport |
| 1994   | 29 maj     | 24 | Jeff Gordon      | Hendrick Motorsports         | Chevrolet   | 400     | 600 (965,606)   | 4:18:10 | 139,445              | Rapport |
| 1995   | 28 maj     | 18 | Bobby Labonte    | Joe Gibbs Racing             | Chevrolet   | 400     | 600 (965,606)   | 3:56:55 | 151,952              | Rapport |
| 1996   | 26 maj     | 88 | Dale Jarrett     | Robert Yates Racing          | Ford        | 400     | 600 (965,606)   | 4:03:56 | 147,581              | Rapport |
| 1997   | 25 maj     | 24 | Jeff Gordon      | Hendrick Motorsports         | Chevrolet   | 333e    | 499,5 (803,867) | 3:39:10 | 136,745              | Rapport |
| 1998   | 24 maj     | 24 | Jeff Gordon      | Hendrick Motorsports         | Chevrolet   | 400     | 600 (965,606)   | 4:23:53 | 136,424              | Rapport |
| 1999   | 30 maj     | 99 | Jeff Burton      | Roush Racing                 | Ford        | 400     | 600 (965,606)   | 3:57:50 | 151,367              | Rapport |
| 2000   | 28 maj     | 17 | Matt Kenseth     | Roush Racing                 | Ford        | 400     | 600 (965,606)   | 4:12:23 | 142,640              | Rapport |
| 2001   | 27 maj     | 99 | Jeff Burton      | Roush Racing                 | Ford        | 400     | 600 (965,606)   | 4:20:40 | 138,107              | Rapport |
| 2002   | 26 maj     | 6  | Mark Martin      | Roush Racing                 | Ford        | 400     | 600 (965,606)   | 4:21:23 | 137,729              | Rapport |
| 2003   | 25 maj     | 48 | Jimmie Johnson   | Hendrick Motorsports         | Chevrolet   | 276c    | 414 (666,268)   | 3:16:50 | 126,198              | Rapport |
| 2004   | 30 maj     | 48 | Jimmie Johnson   | Hendrick Motorsports         | Chevrolet   | 400     | 600 (965,606)   | 4:12:10 | 142,763              | Rapport |
| 2005   | 29 maj     | 48 | Jimmie Johnson   | Hendrick Motorsports         | Chevrolet   | 400     | 600 (965,606)   | 5:13:52 | 114,698              | Rapport |
| 2006   | 28 maj     | 9  | Kasey Kahne      | Evernham Motorsports         | Dodge       | 400     | 600 (965,606)   | 4:39:25 | 128,840              | Rapport |
| 2007   | 27 maj     | 25 | Casey Mears      | Hendrick Motorsports         | Chevrolet   | 400     | 600 (965,606)   | 4:36:27 | 130,222              | Rapport |
| 2008   | 25 maj     | 9  | Kasey Kahne      | Gillett Evernham Motorsports | Dodge       | 400     | 600 (965,606)   | 4:25:09 | 135,772              | Rapport |
| 2009   | 25 majb    | 00 | David Reutimann  | Michael Waltrip Racing       | Toyota      | 227c    | 340,5 (547,981) | 2:48:59 | 120,899              | Rapport |
| 2010   | 30 maj     | 2  | Kurt Busch       | Penske Racing                | Dodge       | 400     | 600 (965,606)   | 4:08:20 | 144,966              | Rapport |
| 2011   | 29 maj     | 29 | Kevin Harvick    | Richard Childress Racing     | Chevrolet   | 402f    | 603 (970,434)   | 4:33:14 | 132,414              | Rapport |
| 2012   | 27 maj     | 5  | Kasey Kahne      | Hendrick Motorsports         | Chevrolet   | 400     | 600 (965,606)   | 3:51:14 | 155,687              | Rapport |
| 2013   | 26 maj     | 29 | Kevin Harvick    | Richard Childress Racing     | Chevrolet   | 400     | 600 (965,606)   | 4:35:49 | 130,521              | Rapport |
| 2014   | 25 maj     | 48 | Jimmie Johnson   | Hendrick Motorsports         | Chevrolet   | 400     | 600 (965,606)   | 4:07:27 | 145,484              | Rapport |
| 2015   | 24 maj     | 19 | Carl Edwards     | Joe Gibbs Racing             | Toyota      | 400     | 600 (965,606)   | 4:03:34 | 147,803              | Rapport |
| 2016   | 29 maj     | 78 | Martin Truex Jr. | Furniture Row Racing         | Toyota      | 400     | 600 (965,606)   | 3:44:05 | 160,655              | Rapport |
| 2017   | 28–29 majg | 3  | Austin Dillon    | Richard Childress Racing     | Chevrolet   | 400     | 600 (965,606)   | 4:19.22 | 138,800              | Rapport |
| 2018   | 27 maj     | 18 | Kyle Busch       | Joe Gibbs Racing             | Toyota      | 400     | 600 (965,606)   | 4:23.22 | 136,692              | Rapport |
| 2019   | 26 maj     | 19 | Martin Truex Jr. | Joe Gibbs Racing             | Toyota      | 400     | 600 (965,606)   | 4.50,09 | 124,074              | Rapport |
| 2020   | 24 maj     | 2  | Brad Keselowski  | Team Penske                  | Ford        | 405e    | 607,5 (977,467) | 4.29,55 | 135,024              | Rapport |
| 2021   | 30 maj     | 5  | Kyle Larson      | Hendrick Motorsports         | Chevrolet   | 400     | 600 (965,606)   | 3,58.45 | 150,785              | Rapport |
| 2022   | 29 maj     | 11 | Denny Hamlin     | Joe Gibbs Racing             | Toyota      | 413f    | 619,5 (996,988) | 5:13.08 | 118,703              | Rapport |
| 2023   | 28 29 majb | 12 | Ryan Blaney      | Team Penske                  | Ford        | 400     | 600 (965,606)   | 4:58.50 | 120,465              | Rapport |
| 2024   | 26 maj     | 20 | Christopher Bell | Joe Gibbs Racing             | Toyota      | 249     | 373,5 (601,089) | 3:02.07 | 123,053              | Rapport |
| 2025   | 25 maj     | 1  | Ross Chastain    | Trackhouse Racing            | Chevrolet   | 400     | 600 (965,606)   | 4:25.08 | 135.781              | Rapport |

- ^a  – Loppet flyttades fram tre veckor på grund av försening i banarbetet.
- ^b  – Loppet framskjutet från söndag till måndag på grund av regn.
- ^c  – Loppet kortat på grund av regn.
- ^d  – Loppet kortat 10 procent på grund av rådande energikris.
- ^e  – Loppet kortat på grund av ett regnavbrott samt bullerföreskrifter.
- ^f  – Loppet förlängt enligt NASCAR:s regel om att ett lopp inte får avgöras bakom säkerhetsbilen.
- ^g  – Loppet startade på söndagen och avslutades på måndagen (00:30) på grund av ett regnavbrott.

### Förare med flera segrar
| Vinster | Förare           | År                           |
| ------- | ---------------- | ---------------------------- |
| 5       | Darrell Waltrip  | 1978, 1979, 1985, 1988, 1989 |
| 4       | Jimmie Johnson   | 2003, 2004, 2005, 2014       |
| 3       | Buddy Baker      | 1968, 1972, 1973             |
| 3       | David Pearson    | 1961, 1974, 1976             |
| 3       | Bobby Allison    | 1971, 1981, 1984             |
| 3       | Dale Earnhardt   | 1986, 1992, 1993             |
| 3       | Jeff Gordon      | 1994, 1997, 1998             |
| 3       | Kasey Kahne      | 2006, 2008, 2012             |
| 2       | Fred Lorenzen    | 1963, 1965                   |
| 2       | Jim Paschal      | 1964, 1967                   |
| 2       | Richard Petty    | 1975, 1977                   |
| 2       | Neil Bonnett     | 1982, 1983                   |
| 2       | Jeff Burton      | 1999, 2001                   |
| 2       | Kevin Harvick    | 2011, 2013                   |
| 2       | Martin Truex Jr. | 2016, 2019                   |

### Team med flera segrar
| Vinster | Team                         | År                                                                     |
| ------- | ---------------------------- | ---------------------------------------------------------------------- |
| 12      | Hendrick Motorsports         | 1988, 1989, 1994, 1997, 1998, 2003, 2004, 2005, 2007, 2012, 2014, 2021 |
| 6       | Richard Childress Racing     | 1986, 1992, 1993, 2011, 2013, 2017                                     |
| 6       | Joe Gibbs Racing             | 1995, 2015, 2018, 2019, 2022, 2024                                     |
| 5       | Petty Enterprises            | 1964, 1966, 1972, 1975, 1977                                           |
| 4       | Holman-Moody                 | 1962, 1963, 1965, 1971                                                 |
| 4       | Wood Brothers Racing         | 1974, 1976, 1982, 1987                                                 |
| 4       | Roush Racing                 | 1999, 2000, 2001, 2002                                                 |
| 3       | DiGard Motorsports           | 1978, 1979, 1984                                                       |
| 3       | Team Penske                  | 2010, 2020, 2023                                                       |
| 2       | Junior Johnson & Associates  | 1969, 1985                                                             |
| 2       | Robert Yates Racing          | 1991, 1996                                                             |
| 2       | Gillett Evernham Motorsports | 2006, 2008                                                             |

### Konstruktörer efter antal segrar
| Vinster | Konstruktör | År |
| ------- | ----------- | --- |
| 25      | Chevrolet   | 1960, 1978–1980, 1983, 1985–1986, 1988–1989, 1992–1995, 1997–1998, 2003–2005, 2007, 2011–2014, 2017, 2021, 2025 |
| 13      | Ford        | 1962, 1963, 1965, 1970, 1982, 1987, 1991, 1996, 1999–2002, 2020, 2023                                           |
| 8       | Dodge       | 1968, 1972–1973, 1975, 1977, 2006, 2008, 2010                                                                   |
| 7       | Toyota      | 2009, 2015, 2016, 2018, 2019, 2022, 2024                                                                        |
| 4       | Mercury     | 1969, 1971, 1974, 1976                                                                                          |
| 3       | Plymouth    | 1964, 1966, 1967                                                                                                |
| 2       | Buick       | 1981, 1984 |
| 2       | Pontiac     | 1961, 1990 |